# Le téléphone sonne
Ne doit pas être confondu avec Le téléphone sonne toujours deux fois.
Le téléphone sonne est une émission française de radio, créée en 1977 par Gilbert Denoyan, diffusée sur France Inter tous les soirs de la semaine de 19 h 20 à 20 h.

## Concept
Le téléphone sonne aborde chaque soir en direct un thème de l'actualité. Les auditeurs de France Inter peuvent interroger les invités par téléphone (d'où le nom de l'émission) ou par courrier électronique puis par les réseaux sociaux (#telsonne). Journalistes, universitaires, personnalités politiques sont présents en studio ou en conférence téléphonique.
Entre septembre 2009 et juin 2016, une déclinaison mensuelle de l'émission, un mardi par mois, Question pour l'Europe puis Le téléphone sonne Europe, est réalisée en direct du Parlement européen, à Bruxelles ou à Strasbourg. Elle est dirigée par Stéphane Leneuf qui a pour celle-ci reçu en juin 2010 le Prix de l'initiative européenne, remis par la Maison de l'Europe de Paris.

## Historique
Le téléphone sonne est créé par Gilbert Denoyan. La première émission, diffusée le 20 septembre 1977, traite de l'emploi en France. Le numéro de téléphone mis à la disposition des auditeurs est alors le 524-71-00.
Entre 1984 et 2012, l'émission est présentée par Alain Bedouet. En juin 2012, après quarante-trois ans à France Inter, Alain Bedouet présente sa dernière émission avant de prendre sa retraite,.
À la rentrée 2012, Pierre Weill prend le relais. Il est remplacé en septembre 2014 par Hélène Jouan.
En 2015, Nicolas Demorand reprend la présentation de l’émission, intégrée à la tranche horaire du 18 h - 20 h qu'il assure dans son intégralité, avec Un jour dans le monde de 18 h à 19 h. Depuis septembre 2017, l'émission est assurée par Fabienne Sintes du lundi au jeudi inclus et par Claire Servajean le vendredi.

## Équipe
- Productrice : Fabienne Sintes (du lundi au jeudi) et Claire Servajean (le vendredi)
- Réalisateur : Tristan Gratalon
- Rédacteur en chef : Philippe Lefébure

## Critiques
L'association de critique des médias Acrimed a publié quelques articles sur cette émission, dont en 2015 un article regrettant un « entre-soi », elle y regrette que : « Alors que Le téléphone sonne, se présente comme une émission « [invitant] plusieurs spécialistes pour répondre aux questions des auditeurs », l’émission du 14 mai 2015 ne fut qu’une médiocre leçon de libéralisme, administrée par des porte-voix plus ou moins revendiqués du patronat. Un pluralisme bafoué pour une farce aimablement financée par le service public. »